# Kassation (Archiv)

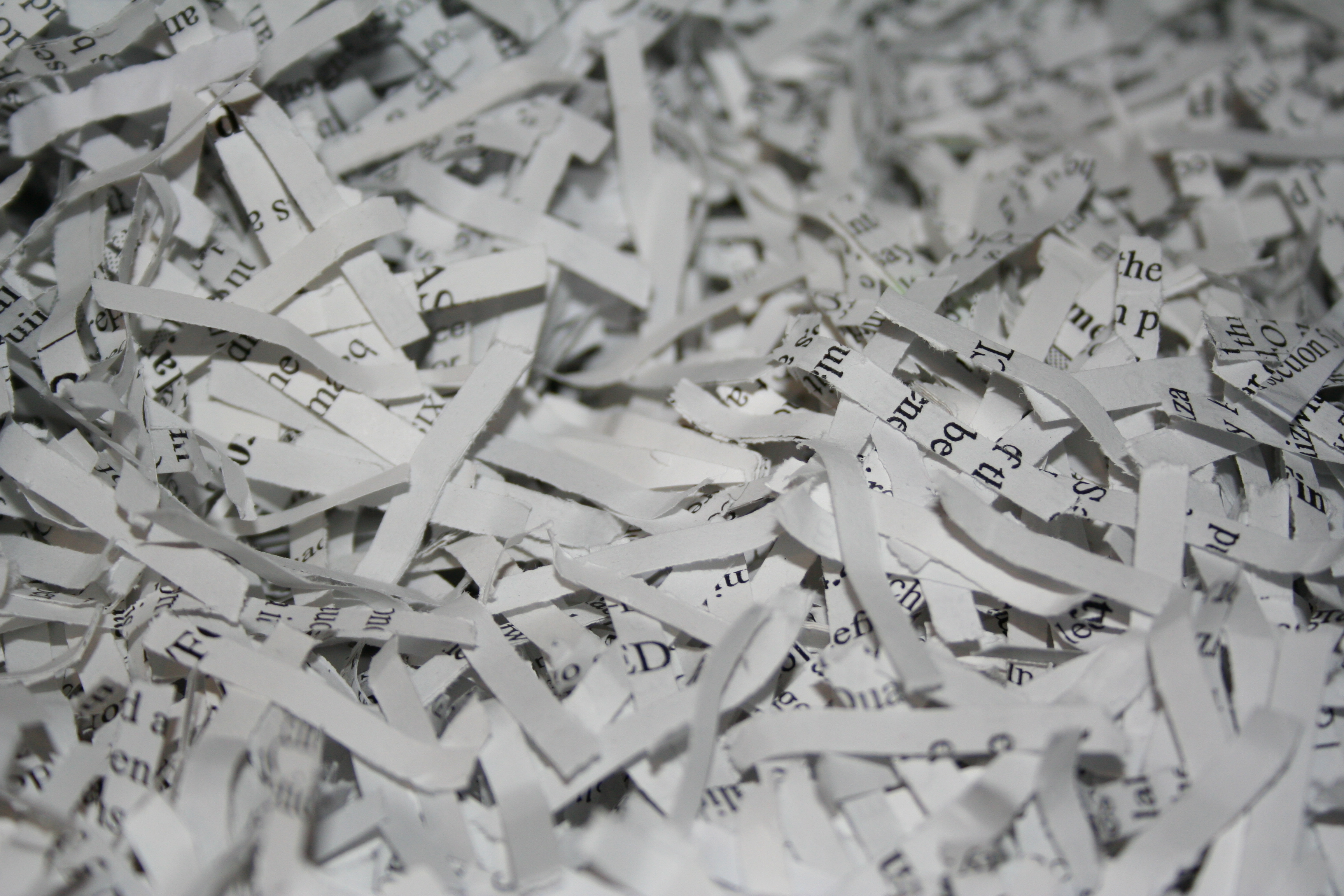
Geschredderte Unterlagen

Als Kassation (auch „Aktenvernichtung“, in Österreich Skartierung) bezeichnet man im Archivwesen die Vernichtung von als nicht archivwürdig bewerteten Unterlagen – den Kassanden – und der darin enthaltenen Dokumente und Informationen. Eine regelkonforme und nachvollziehbare Kassation von Schriftgut dient dazu, dass die Überlieferung redundanter Informationen eingeschränkt oder verhindert wird. Damit soll vermieden werden, dass massenhaft gleichlautende oder gleichartige Informationen auf Dauer vorgehalten und aufbewahrt werden müssen. Das gilt heute auch für die Überlieferungsbildung digitaler Informationen und Massendaten.
„Kassationsordnungen“ (auch „Kassationsrichtlinien“, „Musterlisten“, „Schriftgutkataloge“), aber auch ein Dokumentationsprofil können als objektive Entscheidungsgrundlage dienen, welches Schriftgut als archivwürdig eingestuft wird. Die Kassationsordnung regelt, wie mit dem als nicht archivwürdig definierten Schriftgut bereits im Verwaltungsbereich umgegangen und wie letzteres ordnungsgemäß als Makulatur vernichtet werden muss. Man spricht dabei von „kassieren“ und „kassierbarem/kassablem“ Schriftgut. Kassationsordnungen dienen damit der Vereinfachung der Arbeit von Verwaltung und Archiv, indem Schriftgutkategorien definiert werden, die bereits im Vorfeld im Rahmen der vereinfachten Kassation datenschutzgerecht vernichtet werden können.
Werden in Behördenregistraturen Unterlagen eigenmächtig ohne Hinzuziehung des Archivs vernichtet, spricht man von wilder Kassation, die in der Regel gesetzwidrig ist.